# هارلاند جي. وود
هارلاند جي. وود (بالإنجليزية: Harland G. Wood)‏ هو أستاذ جامعي وعالم كيمياء حيوية أمريكي، ولد في 2 سبتمبر 1907، وتوفي في 12 سبتمبر 1991.